# Stora Kvarnsjön (Erska socken, Västergötland)
Stora Kvarnsjön är en sjö i Alingsås kommun i Västergötland och ingår i Göta älvs huvudavrinningsområde. Sjön ligger i vildmarksområdet Risveden.